# 神屋宗湛

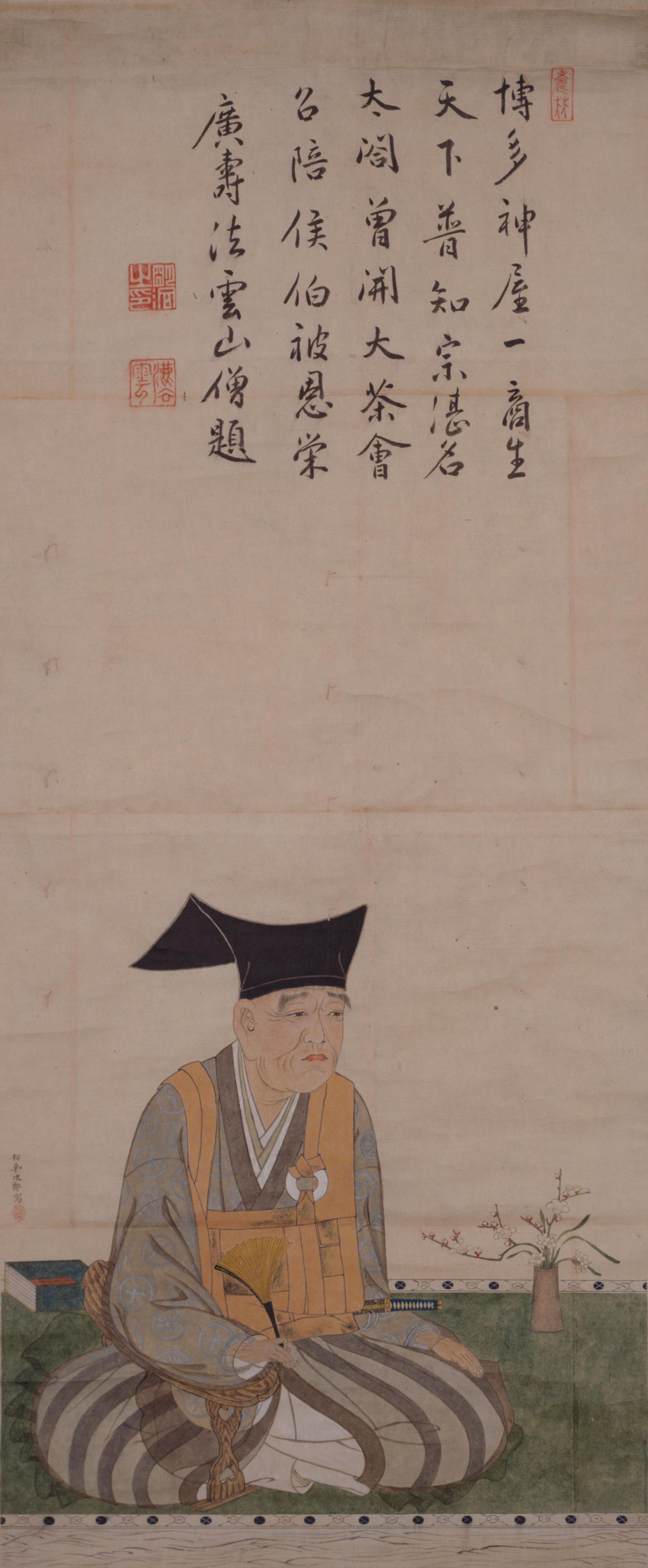
神谷宗湛画像 広寿法雲賛

神屋 宗湛（かみや そうたん、天文20年1月1日（1551年2月6日） - 寛永12年10月28日（1635年12月7日））は、戦国時代から江戸時代前期にかけての博多商人、茶人。神屋氏の第6代当主。出家前の諱は貞清。島井宗室・大賀宗九とともに「博多三傑」と呼ばれる。

## 生涯
天文20年（1551年）、博多の豪商神屋家5代当主・神屋紹策の子として誕生。 神屋氏は代々博多の貿易商人の家であった。曽祖父の神屋寿禎は石見銀山の開発に携わった。
天正10年（1582年）5月、同じ博多の豪商島井宗室と共に上洛し、時の天下人・織田信長と近江国安土城にて謁見した。信長の保護を得ることで、当時九州で勢力を拡大していた島津氏を抑えるとともに、豪商としての地位をさらに極めようと考えたのである。
続いて二人は上洛すると本能寺で再び信長と謁見し、そのまま本能寺に宿泊して本能寺の変に巻き込まれた。燃える本能寺から脱出する際に、宗湛は信長愛蔵の牧谿・『遠浦帰帆図』（現・重要文化財）を、宗室は空海直筆の『千字文』を持ち出している。現在『遠浦帰帆図』は京都国立博物館に『千字文』は博多の東長寺に収められている。
天正14年（1586年）、再度上洛して今度は畿内の諸大名や堺の大商人・津田宗及らと親交を深めた。同年、大徳寺にて出家し、宗湛と号した。
天正15年（1587年）、信長死後に天下人となった豊臣秀吉に謁見した時には居並ぶ堺や大和の豪商らの中で最上席に座り、「筑紫ノ坊主」と呼ばれ、秀吉に気に入られ、豪商としての特権を与えられて以後は、博多商人の第一人者として栄華を極めた。「太閤町割」と呼ばれる博多復興事業では、大きな役割を果たした。また秀吉の九州平定においても資金面で援助している。文禄元年（1592年）から始まった朝鮮出兵においても後方兵站の補給役を務め、晩年の秀吉の側近として活躍し、莫大な富を蓄積した。
慶長3年（1598年）に秀吉が病死し、その後に天下人となった徳川家康からは冷遇された。関ヶ原の戦いの後に、豊前の領主であった黒田長政が筑前に入府すると、宗湛は黒田氏の御用商人を務める。長政が居城として福岡城を築城する際には、その財力において金銀や米、渡来品などを献上し貢献している。長政の父・黒田孝高とは以前より茶の湯を通じて交流があり、黒田家が無事に筑前移封（筑前御打ち入りとも言われた）ができた裏には、宗湛の力があったと言われる。
ただ、それ以前、長政が筑前に封ぜられたことを知った宗湛が、豊前国中津にいた孝高に祝意を表した後、孝高から届いた返答の書状には、高圧的な言辞が書かれていた。
寛永12年（1635年）10月28日、病死。墓所は福岡市博多区の妙楽寺。
大正5年（1916年）、従五位を追贈された。

## 「博多文琳」
宗湛も島井宗室同様、数多くの名物茶器を所持していたが、中でも「博多文琳」という茶器を家宝として所持し、諸将からの再三の頼みにもこれを譲らなかった。九州平定で秀吉が出馬してきた際の茶会で、これを所望され、日本半国となら交換すると答え、諦めさせた。
寛永元年（1624年）、福岡藩2代藩主・黒田忠之により、長政の遺言ということで、文書で茶器の差し出しを命じられ、召し上げられる。徳川家光にこの茶器を披露した時の小堀遠州による記録『文琳記』（福岡市美術館所蔵）が残る。

## 人物
- 著作として『宗湛日記』がある。これは宗湛が秀吉時代に活躍したことをまとめた茶会記であり、その中には茶人・古田織部が開いた茶会にて、織部のことを「ヘウゲモノ也」と評している。

この日記は当時の豊臣政権の内部を知る上では貴重な史書の一つともされ、また堺の豪商・津田宗及の『天王寺屋会記』、今井宗久の『今井宗久茶湯書抜』、奈良の商人松屋久政の『松屋会記』と並ぶ、四大茶会記である。
- 福岡市博多区千代の黒田家菩提寺、崇福寺塔頭に茶室『宗湛庵』を建立。戦前は国宝に指定されていた茶室であるが、福岡大空襲で焼失。戦後、方丈、書院とともに再建された。
- 神屋宗湛の屋敷址（福岡県福岡市博多区奈良屋町）には、現在、豊臣秀吉を祀る豊国神社が建立されている[1]。
- 天正20年/文禄元年（1592年）、毛利輝元が朝鮮に出兵する際に博多に駐留した際に、その家臣の堅田元慶の家来2名に暴行されたという記録が残っている[10]。当時の宗湛は朝鮮出兵の物資の集積地であった博多を取り仕切る第一人者であり、怪我は大したことはなかったが、毛利輝元より見舞金を送られている。この他毛利輝元は宗湛へ暴行を働いた堅田家の家来を始末するように書状で指示している[11]。

## 関連文献
- 『神屋宗湛日記』 筒井紘一編、淡交社「茶書古典集成5」、2020年
- 井伏鱒二『神屋宗湛の残した日記』 講談社、1995年／講談社文芸文庫、2010年 - 歴史小説
- 武野要子『神屋宗湛』 西日本新聞社「西日本人物誌9」、1998年 - 評伝